# Liste der Erzbischöfe von Armagh

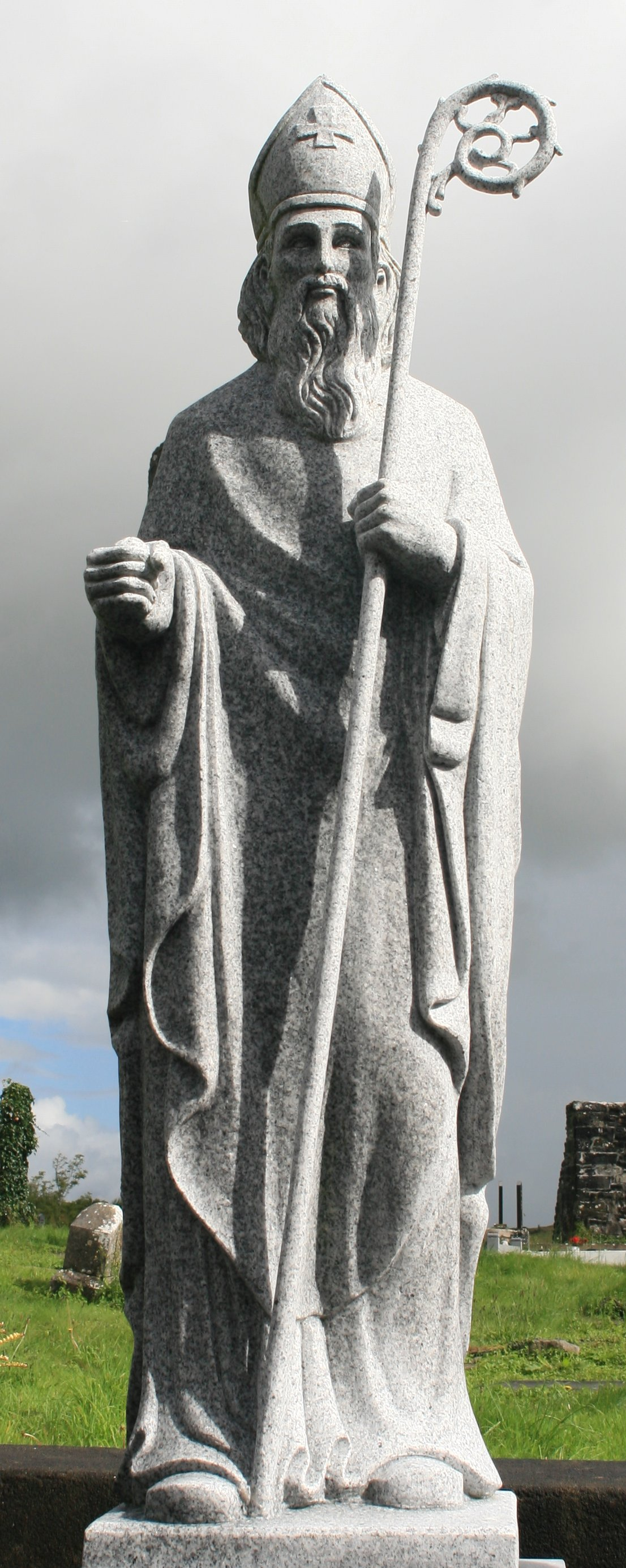
Statue von St. Patrick in Aghagower

Armagh (irisch Ard Mhacha) ist als Zentrum der Missionierung Irlands durch St. Patrick überliefert. Die hohe Bedeutung, die Patrick zugemessen wurde, übertrug sich auch auf den Bischofssitz in Armagh, dessen Amtsinhaber als Primas der Kirche in Irland angesehen wird.
Als erster Bischof von Armagh gilt Patrick selbst. Das Erzbistum Armagh wurde erst im Jahr 1111 durch die Synode von Rathbreasail errichtet. Seit der Reformation im Jahr 1534 gibt es sowohl einen römisch-katholischen Erzbischof als auch einen Erzbischof der Church of Ireland. Beide sehen sich in der Nachfolge von Patrick.

## Erläuterungen zu den Listen

### Das Amt des Bischofs im frühen Mittelalter
Es ist keine vollständige und verlässliche Liste der Bischöfe Armaghs im frühen Mittelalter überliefert. Dies liegt insbesondere an der Mitte des 6. Jahrhunderts in Irland vielfach eingeführten und bis in das 12. Jahrhundert aufrechterhaltenen Auftrennung des Bischofsamts in einen Nachfolger des Gründers, der häufig gleichzeitig Abt des Klosters am Bischofssitz war, und dem eigentlichen Bischof. Die Ursache dafür lag vermutlich in der vermehrten Einrichtung von Klöstern bei Bischofssitzen und der größer werdenden politischen und wirtschaftlichen Bedeutung eines Bistums. Die Kompetenzen verteilten sich entsprechend dem damaligen kanonischen Recht in Irland etwa wie folgt:
- Der Nachfolger (Altirisch: comarbae, Lateinisch: princeps) des Gründers (Patrick im Falle von Armagh) hatte die höchste politische Autorität, die durch die Reliquien einschließlich des Hirtenstabs symbolisiert wurden. Er konnte den dem Bistum zustehenden Tribut einfordern und war bei Bedarf als politischer Vermittler unterwegs. Diese Position wurde oft von verheirateten Laien eingenommen, die diese nicht selten innerhalb der eigenen Familie vererbten. In Armagh war dies insbesondere im 8. und 9. Jahrhundert der Fall.
- Der Abt stand dem Kloster und seinen Mönchen vor.
- Der Bischof war die höchste Autorität in geistlichen Fragen, spendete die ihm zustehenden Sakramente und stand den Klerikern in seiner Diözese vor, die nicht einem Kloster angehörten.

Das früheste Beispiel einer Amtstrennung in Armagh ist ab dem Jahr 534 die Aufteilung zwischen Dáuíd Mac Guaire als Bischof und Feidlimid Finn als Abt und Nachfolger Patricks. Diese Ämtertrennung wurde vielfach übersehen mit der Folge, dass in nicht wenigen Fällen die vollständig erhaltene Liste der Nachfolger Patricks aus dem frühen Mittelalter ungeprüft als Bischofsliste übernommen worden ist.

### Vollständigkeit der Bischofsliste
Aus der Zeit vom 5. bis frühen 12. Jahrhundert (siehe unten: erste Liste) sind vollständige Auflistungen der Amtsinhaber nur für das Amt des Nachfolgers Patricks überliefert, da dieses das höchste Ansehen hatte. Bischöfe, die nicht gleichzeitig Nachfolger Patricks waren, sind nur teilweise in den Annalen dokumentiert. Die untenstehende erste Liste nennt nur die Namen aus den Annalen, die ausdrücklich als Bischöfe von Armagh genannt wurden.
Es kommt vor, dass Bischöfe, die gleichzeitig auch Nachfolger Patricks waren, nicht ausdrücklich als Bischof in den Annalen genannt werden. Ein Beispiel dafür ist der 936 gestorbene Mael Pátraic Mac Maeltuile. Die Annalen von Ulster nennen ihn nur als Nachfolger Patricks. Jedoch liefern das Chronicon Scotorum oder die Annalen der vier Meister hier den Hinweis, dass Mael Pátraic ein Bischof gewesen ist. Es ist denkbar, dass es weitere solche Fälle gibt, bei denen die anderen Annalen die Lücke nicht füllen.
Umgekehrt werden in den Annalen Bischöfe genannt, die nur durch einen Kopierfehler Armagh zugeordnet wurden. Ein Beispiel hierfür ist der Eintrag U1122.6 in den Annalen von Ulster, der Mael Coluim Ua Brolcháin als Bischof von Armagh nennt, obwohl es sich dabei um den ersten Bischof von Ardstraw handelt. Gwynn weist in seinem Werk nach, dass dies für nicht weniger als drei Bischöfe von Ardstraw gilt. Diese wurden entsprechend nicht in die Liste aufgenommen.

### Jahresangaben aus den Annalen
Die Jahresangaben der Annalen können sich durch eine Reihe von Fehlern verschieben oder untereinander divergieren. Ein Beispiel dafür ist das Todesjahr von Dáuíd Mac Guaire, das drei Annalen auf drei verschiedene Jahre legen: 550, 551 und 553. Dank der umfangreichen Arbeiten und Analysen von Mc Carthy lassen sich die korrekten Jahreszahlen rekonstruieren. Bei Dáuíd Mac Guaire lässt sich so 552 als Todesjahr ermitteln.
Alle Jahresangaben der frühchristlichen Bischofsliste wurden entsprechend dem Tabellenwerk von Mc Carthy korrigiert. Ab dem 12. Jahrhundert besteht das Problem nicht mehr, und somit konnten alle späteren Angaben unverändert übernommen werden.

### Die Listen der Erzbischöfe
Alle weiteren Listen basieren weitgehend auf dem Handbook of British Chronology von 1986. Bei Cellach Mac Aodh wurde der Amtsantritt von 1105 auf 1106 korrigiert, da Cellach 1105 zunächst nur Nachfolger Patricks und erst ein Jahr später auch Bischof wurde.
Die Angaben aus dem Handbook of British Chronology basieren ab 1172 auf Aufzeichnungen der englischen Krone, den sogenannten Patentrollen, die die Wahl, die Ernennung, die Weihe, die Amtseinführung und das Ausscheiden aus dem Amt dokumentierten. Die Irland betreffenden Patentrollen gingen weitgehend 1922 bei dem Brand des Irish Record Office verloren, sind aber zuvor noch von H. J. Lawlor systematisch ausgewertet worden.
Um die Listen übersichtlich zu halten, wird bei bereits geweihten Bischöfen das Datum der Ernennung zusammen mit dem früheren Bischofssitz genannt. Ansonsten wird dem Weihedatum der Vorrang gegeben, soweit es bekannt ist.
Nach der Reformation im Jahr 1534 gingen alle bestehenden kirchlichen Institutionen in der anglikanischen Church of Ireland auf. Insbesondere blieben alle Bischöfe im Amt und wurden von der Krone anerkannt, wenn sie bereit waren, ihre päpstlichen Ernennungsurkunden abzugeben. Das nötigte die katholische Kirche, eine parallele Diözesanverwaltung aufzubauen und die Bischofsämter neu zu besetzen. Da in der Übergangszeit viele Bischöfe dem Papst trotz der Rückgabe der Ernennungsurkunden insgeheim ihre Loyalität versicherten, werden diese doppelt – als römisch-katholische und als anglikanische Bischöfe – geführt. Ein Beispiel dafür ist George Dowdall, der sowohl von der Krone als auch vom Papst anerkannt wurde.
Die Listen nach der Reformation stellen jeweils die Sicht der römisch-katholischen Kirche und der englischen Krone dar. Aufgrund der Problematik verborgener Loyalitäten wurden die römisch-katholischen Erzbischöfe in diese Liste nur dann aufgenommen, wenn es hinreichende Belege für ihre Loyalität zur römisch-katholischen Kirche gab. Dazu gehört insbesondere eine Nennung ihres Namens in der Ernennungsurkunde des darauffolgenden Bischofs, da diese Urkunden normalerweise den Vorgänger aufführen und damit eine nachträgliche Anerkennung des Vorgängers darstellen. Die Liste der anglikanischen Erzbischöfe basiert wiederum primär auf den von Lawlor ausgewerteten Patentrollen.
Die jüngsten Daten der Bischofsliste – aus der Zeit nach der jüngsten Auflage (Stand März 2007) des Handbook of British Chronology im Jahr 1986 – wurden den Webseiten der beiden Diözesen entnommen.

## Listen

### Bischöfe von Armagh
In dieser Liste der frühchristlichen Bischöfe werden für jeden Namen die wichtigsten Quellen genannt. Das Kürzel „C“ steht hier für die von H.J. Lawlor aufgrund mittelalterlicher Quellen zusammengestellte Liste der Nachfolger Patricks. Die weiteren Kürzel „AI“, „CS“, „M“ und „U“ stehen entsprechend für die Annalen von Inisfallen, dem Chronicon Scotorum, den Annalen der vier Meister und den Annalen von Ulster.
| Name                       | Weihe  | Tod  | Nachweise                                           |
| -------------------------- | ------ | ---- | --------------------------------------------------- |
| Patrick                    | um 432 | 461  | C1, CS432, M431.2, U461.2                           |
| Benén                      |        | 469  | C4, U467.1                                          |
| Iarlaithe Mac Trian        |        | 481  | C5, U481.1                                          |
| Cormac                     |        | 498  | C7, U497.3                                          |
| Dubthach                   |        | 515  | C8, U513.2                                          |
| Ailill Uí Bresail I.       |        | 525  | C9, U526.2                                          |
| Ailill Uí Bresail II.      |        | 534  | C10, U536.4                                         |
| Dáuíd Mac Guaire           |        | 552  | U551.1, U553.4, M550.2                              |
| Cairlén maccu Garba        |        | 586  | C14, U588.1, M587.2                                 |
| Mac Laisre                 |        | 624  | C17, U623.2, M622.6                                 |
| Tóiméne Mac Rónán          | um 630 | 660  | C18, U661.1                                         |
| Ségéne                     |        | 688  | C19, U688.1                                         |
| Suibne Mac Crunnmael       | um 708 | 730  | C22, U730.5                                         |
| Congus                     |        | 750  | C23, U750.3                                         |
| Affiath                    |        | 794  | U794.1                                              |
| Nuada                      |        | 812  | C33, U812.4                                         |
| Artrí                      |        | 833  | C35, U823.5, U825.14, U827.2, U833.1                |
| Eoccan Mainistrech         |        | 834  | C36, AI834.1, U834.2                                |
| Forannán                   |        | 852  | C37, U835.6, U839.8, U845.1, U846.9, U848.8, U852.1 |
| Diarmait                   | 848?   | 852  | C38, U836.4, U839.8, U848.8, U851.5, U852.1         |
| Maelpadraig Mac Finnchu    |        | 863  | CS863, M861.2                                       |
| Féthgna                    |        | 874  | C39, U874.3, CS874                                  |
| Cathasach Mac Robartach    |        | 883  | C42, U883.7, CS883                                  |
| Mochta                     |        | 893  | U893.1, CS893, AI893.1                              |
| Mael Aichen                |        | 894  | CS894                                               |
| Cellach Mac Saergus        |        | 903  | U903.1, CS903                                       |
| Mael Ciaráin Mac Eochucán  |        | 915  | U915.4                                              |
| Joseph Mac Fathaig         |        | 936  | C44, U936.1                                         |
| Mael Pátraic Mac Maeltuile |        | 936  | C45, U936.3, M936.17, CS936                         |
| Cathasach Mac Murchadán    |        | 966  | U966.1                                              |
| Mael Muire Mac Scannlán    |        | 994  | U994.5                                              |
| Airmeadhach Mac Coscrach   |        | 1006 | U1006.1                                             |
| Muireadhach Mac Crichan    |        | 1011 | M1010.2                                             |
| Mael Tuile                 |        | 1032 | U1032.8                                             |
| Aed Ua Forréid             | 1032   | 1056 | U1056.2                                             |
| Mael Pátraic Mac Ermedach  |        | 1096 | U1096.1                                             |
| Cáenchomrac Ua Baigill     | 1099   | 1106 | U1099.5, U1106.7                                    |
| Cellach Mac Aodh           | 1106   | 1129 | C56, U1106.6, U1129.3                               |

### Erzbischöfe von Armagh vor der Reformation
| Name                              | Amtsantritt                                                   | Ausscheiden                                                       |
| --------------------------------- | ------------------------------------------------------------- | ----------------------------------------------------------------- |
| Cellach Mac Aodh                  | geweiht 1106, Erzbischof ab 1111                              | † 1. April 1129                                                   |
| Máel Máedóc Ua Morgair            | geweiht 1132, ab 1134 in Armagh                               | Rücktritt 1136; † 2. November 1148                                |
| Gilla Meic Liac Mac Diarmata      | geweiht 1137                                                  | † 27. März 1174                                                   |
| Conchobar Mac Meic Con Caille     | geweiht 1174                                                  | † 1175                                                            |
| Gilla in Choimded Ua Caráin       | geweiht 1175                                                  | † um den Januar 1180                                              |
| Tommaltach Mac Áeda Ua Conchobair | geweiht Februar 1180, Rücktritt 1184, wieder im Amt 1186/1187 | † 1201                                                            |
| Máel Ísu Ua Cerbaill              | gewählt 1184                                                  | † 1186/7                                                          |
| Echdonn Mac Gilla                 | geweiht 1202                                                  | † nach dem 11. August 1216                                        |
| Luke de Netterville               | gewählt vor August 1217                                       | † 17. April 1227                                                  |
| Donatus Ó Fidabra                 | wechselte von Clogher, im Amt ab dem 20. September 1227       | † vor dem 17. Oktober 1237                                        |
| Robert Archer                     | gewählt am 4. April 1238                                      |                                                                   |
| Albert Suerbeer                   | geweiht am 30. September 1240                                 | wechselte am 10. Januar 1246 nach Riga in Livland; † März 1273    |
| Reginald                          | geweiht vor dem 28. Oktober 1247                              | † nach Juli 1256                                                  |
| Abraham Ó Conalláin               | geweiht am 16. März 1257                                      | † 21. Dezember 1260                                               |
| Máel Pátraic Ó Scannail           | wechselte von Raphoe am 5. November 1261                      | † 16. März 1270                                                   |
| Nicol Mac Máel Ísu                | bestätigt am 14. Juli 1270                                    | † 10. Mai 1303                                                    |
| Michael Mac Lochlainn             | gewählt am 31. August 1303                                    | wechselte 1319 nach Derry                                         |
| Dionysius                         | ernannt in 1303/1304                                          |                                                                   |
| John Taaffe                       | geweiht 27. August 1306                                       | † vor dem 6. August 1307                                          |
| Walter Jorz                       | geweiht am 6. August 1307                                     | Rücktritt am 13. November 1311                                    |
| Roland Jorz                       | geweiht am 13. November 1311                                  | wechselte am 22. August 1322 nach Canterbury und später nach York |
| Stephen Seagrave                  | geweiht im April 1324                                         | † 27. Oktober 1333                                                |
| David Mág Oireachtaigh            | geweiht vor dem 26. Juli 1334                                 | † 16. Mai 1346                                                    |
| Richard FitzRalph                 | geweiht am 8. Juli 1347                                       | † 16. November 1360                                               |
| Milo Sweetman                     | geweiht im November 1361                                      | † 11. August 1380                                                 |
| Thomas Ó Calmáin                  | ernannt von dem Gegenpapst Clemens VII. am 14. Januar 1381    |                                                                   |
| John Colton                       | geweiht 1381                                                  | Rücktritt vor dem April 1404; † 27. April 1404                    |
| Nicholas Fleming                  | geweiht am 1. Mai 1404                                        | † nach dem 22. Juni 1416                                          |
| John Swayne                       | geweiht am 2. Februar 1418                                    | Rücktritt am 27. März 1439; † vor Oktober 1442                    |
| John Prene                        | geweiht im November 1439                                      | † Juni 1443                                                       |
| John Mey                          | geweiht am 20. Juni 1444                                      | † 1456                                                            |
| John Bole                         | geweiht am 13. Juni 1457                                      | † 18. Februar 1471                                                |
| John Foxhalls                     | geweiht im Dezember 1471                                      | † vor dem 23. November 1474                                       |
| Edmund Connesburgh                | ernannt am 5. Juni 1477, kurz darauf Weihe                    | wechselte im November 1477 nach Ely und später nach Norwich       |
| Ottaviano Spinelli                | geweiht vor Januar 1480                                       | † Juni 1513                                                       |
| John Kite                         | geweiht Oktober 1513                                          | wechselte am 12. Juli 1521 nach Carlisle                          |
| George Cromer                     | geweiht um Dezember 1521                                      | suspendiert von Paul III. am 23. Juli 1539; † 16. März 1543       |

### Römisch-katholische Erzbischöfe von Armagh nach der Reformation
| Name                                   | Amtszeit | Ausscheiden                                                 |
| -------------------------------------- | --- | ----------------------------------------------------------- |
| George Cromer                          | geweiht um Dezember 1521 | suspendiert von Paul III. am 23. Juli 1539; † 16. März 1543 |
| Robert Wauchope                        | geweiht am 17. März 1545 | † 10. November 1551                                         |
| George Dowdall                         | ernannt am 1. März 1553 | † 15. August 1558                                           |
| Donat O’Teige                          | geweiht im Februar 1560 | † 1562                                                      |
| Richard Creagh                         | geweiht Ostern 1564 | † Dezember 1586                                             |
| Edmund Magauran                        | kam von Ardagh, ernannt am 1. Juli 1587 | † 23. Juni 1593                                             |
| Peter Lombard                          | ernannt am 9. Juli 1601 | † 1625                                                      |
| Aodh Mac Cathmhaoil (Hugh MacCaghwell) | geweiht am 7. Juni 1626 | † 22. September 1626                                        |
| Hugh O’Reilly                          | kam von Kilmore, ernannt am 21. August 1628 | † um 1652                                                   |
| Edmund O’Reilly                        | geweiht am 26. Mai 1658 | † 8. März 1669                                              |
| Oliver Plunkett                        | geweiht am 1. Dezember 1669 | † 1. Juli 1681                                              |
| Dominic Maguire                        | ernannt am 14. Dezember 1623 | † 21. September 1707                                        |
| Hugh MacMahon                          | kam von Clogher, ernannt am 6. August 1714 | † 2. August 1737                                            |
| Bernard MacMahon                       | kam von Clogher, ernannt am 8. November 1737 | † 27. Mai 1747                                              |
| Ross MacMahon                          | kam von Clogher, ernannt am 3. August 1747 | † 29. Oktober 1748                                          |
| Michael O’Reilly                       | kam von Derry, ernannt am 23. Januar 1749 | † 1758                                                      |
| Anthony Blake                          | kam von Ardagh, ernannt am 21. August 1758 | † 11. November 1787                                         |
| Richard O’Reilly                       | zum Koadjutor mit Recht auf Nachfolge ernannt 1782, die dann am 11. November 1787 angetreten wurde                                                       | † 31. Januar 1818                                           |
| Patrick Curtis                         | geweiht am 28. Oktober 1819 | † 26. Juli 1832                                             |
| Thomas Kelly                           | kam von Dromore, wurde zum Koadjutor mit Recht auf Nachfolge ernannt am 1. Dezember 1828, die am 26. Juli 1832 angetreten wurde                          | † 13. Januar 1835                                           |
| William Crolly                         | kam von Down und Connor, ernannt am 12. April 1835 | † 6. April 1849                                             |
| Paul Cullen                            | geweiht am 24. Februar 1850 | wechselte zu Dublin am 1. Mai 1852                          |
| Joseph Dixon                           | geweiht am 21. November 1852 | † 29. April 1866                                            |
| Michael Kieran                         | geweiht am 3. Februar 1867 | † 15. September 1869                                        |
| Daniel MacGettigan                     | kam von Raphoe, ernannt am 11. März 1870 | † 3. Dezember 1887                                          |
| Michael Logue                          | kam von Raphoe, zum Koadjutor mit Recht auf Nachfolge ernannt am 30. April 1887, die er am 3. Dezember 1887 antrat, Kardinal ab dem 19. Januar 1893      | † 19. November 1924                                         |
| Patrick Joseph O’Donnell               | kam von Raphoe, zum Koadjutor mit Recht auf Nachfolge ernannt am 14. Februar 1922, die er am 19. November 1924 antrat, Kardinal ab dem 14. Dezember 1925 | † 22. Oktober 1927                                          |
| Joseph McRory                          | kam von Down und Connor, ernannt am 22. Juni 1928, Kardinal ab dem 16. Dezember 1929                                                                     | † 13. Oktober 1945                                          |
| John D’Alton                           | kam von Meath, ernannt am 25. April 1946, Kardinal ab dem 12. Januar 1953                                                                                | † 1. Februar 1963                                           |
| William Conway                         | kam von Neve, ernannt am 10. September 1963, Kardinal ab dem 22. Februar 1965                                                                            | † 17. April 1977                                            |
| Tomás Séamus Ó Fiaich                  | geweiht am 2. Oktober 1977, Kardinal ab dem 30. Juni 1979                                                                                                | † 7. Mai 1990                                               |
| Cahal Daly                             | kam von Down und Connor, ernannt am 6. November 1990, Kardinal ab dem 28. Juni 1991                                                                      | emeritiert seit dem 1. Oktober 1996; † 31. Dezember 2009    |
| Seán Brady                             | zum Koadjutor mit Recht auf Nachfolge ernannt am 19. Februar 1995, die er am 1. Oktober 1996 antrat, Kardinal ab dem 24. November 2007                   | emeritiert seit 8. September 2014                           |
| Eamon Martin                           | zum Koadjutor bestellt am 18. Januar 2013, Nachfolger durch päpstliche Annahme des Rücktrittsgesuchs des Vorgängers ab dem 8. September 2014             |                                                             |

### Anglikanische Erzbischöfe von Armagh nach der Reformation
| Name                              | Amtszeit                                                | Ausscheiden                                                 |
| --------------------------------- | ------------------------------------------------------- | ----------------------------------------------------------- |
| George Cromer                     | geweiht um Dezember 1521                                | suspendiert von Paul III. am 23. Juli 1539; † 16. März 1543 |
| George Dowdall                    | geweiht Dezember 1543                                   | Erzbistum verlassen vor dem 28. Juli 1551                   |
| Hugh Goodacre                     | geweiht am 2. Februar 1553                              | † 1. Mai 1553                                               |
| George Dowdall                    | wieder im Amt ab dem 23. Oktober 1553                   | † 15. August 1558                                           |
| Adam Loftus                       | geweiht am 2. März 1563                                 | wechselte zu Dublin am 9. August 1567                       |
| Thomas Lancaster                  | geweiht am 13. Juni 1568                                | † 1584                                                      |
| John Long                         | geweiht am 13. Juli 1584                                | † vor dem 16. Januar 1589                                   |
| John Garvey                       | kam von Kilmore, ernannt am 24. März 1589               | † 2. März 1595                                              |
| Henry Ussher                      | geweiht im August 1595                                  | † 2. April 1613                                             |
| Christopher Hampton               | geweiht am 8. Mai 1613                                  | † 3. Januar 1625                                            |
| James Ussher                      | kam von Meath, ernannt am 29. Januar 1625               | † 21. März 1656                                             |
| John Bramhall                     | kam von Derry, ernannt am 1. August 1660                | † 25. Juni 1663                                             |
| James Margetson                   | kam von Dublin, ernannt am 25. Juli 1663                | † 28. August 1678                                           |
| Michael Boyle                     | kam von Dublin, ernannt am 21. Januar 1679              | † 10. Dezember 1702                                         |
| Narcissus Marsh                   | kam von Dublin, ernannt am 26. Januar 1703              | † 2. November 1713                                          |
| Thomas Lindsay                    | kam von Raphoe, ernannt am 22. Dezember 1713            | † 13. Juli 1724                                             |
| Hugh Boulter                      | kam von Bristol, ernannt am 12. August 1724             | † 27. September 1742                                        |
| John Hoadly                       | kam von Dublin, ernannt am 6. Oktober 1742              | † 16. Juli 1746                                             |
| George Stone                      | kam von Derry, ernannt am 28. Februar 1747              | † 19. Dezember 1764                                         |
| Richard Robinson, 1. Baron Rokeby | kam von Kildare, ernannt am 8. Januar 1765              | † 10. Oktober 1794                                          |
| William Newcome                   | kam von Waterford, ernannt am 16. Januar 1795           | † 11. Januar 1800                                           |
| William Stuart                    | kam von St. Davids, ernannt am 30. Oktober 1800         | † 6. Mai 1822                                               |
| Lord John George Beresford        | kam von Dublin, ernannt am 17. Juni 1822                | † 18. Juli 1862                                             |
| Marcus Gervais Beresford          | kam von Kilmore, Urkunde vom 15. Oktober 1862           | † 26. Dezember 1885                                         |
| Robert Bent Knox                  | kam von Down, gewählt am 11. Mai 1886                   | † 23. Oktober 1893                                          |
| Robert Samuel Gregg               | kam von Cork, gewählt am 14. Dezember 1893              | † 10. Januar 1896                                           |
| William Alexander                 | kam von Derry, gewählt am 25. Februar 1896              | Ruhestand ab dem 1. Februar 1911; † 12. September 1911      |
| John Baptist Crozier              | kam von Down, gewählt am 2. Februar 1911                | † 11. April 1920                                            |
| Charles Frederick D’Arcy          | kam von Dublin, gewählt am 17. Juni 1920                | † 1. Februar 1938                                           |
| John Godfrey Fitzmaurice Day      | kam von Ossory, gewählt am 27. April 1938               | † 26. September 1938                                        |
| John Allen Fitzgerald Gregg       | kam von Dublin, gewählt am 15. Dezember 1938            | im Ruhestand ab dem 18. Februar 1959                        |
| James McCann                      | kam von Meath, gewählt am 19. Februar 1959              | im Ruhestand ab dem 16. Juli 1969                           |
| George Otto Simms                 | kam von Dublin, gewählt am 17. Juli 1969                | im Ruhestand ab dem 11. Februar 1980                        |
| John Ward Armstrong               | kam von Cashel, gewählt am 25. Februar 1980             | im Ruhestand ab 1986; † 1987                                |
| Robin Eames                       | kam von Down und Dromore, gewählt am 7. Februar 1986    | im Ruhestand ab dem 31. Dezember 2006                       |
| Alan Edwin Thomas Harper          | kam von Connor, gewählt am 10. Januar 2007              | im Ruhestand ab dem 1. Oktober 2012                         |
| Richard Lionel Clarke             | kam von Meath und Kildare, gewählt am 15. Dezember 2012 | im Ruhestand ab 2020                                        |
| John McDowell                     | kam von Clogher, Amtsantritt am 28. April 2020          |                                                             |